# Huizen (Theo van Doesburg)
Huizen is een schilderij van de Nederlandse schilder en De Stijl-voorman Theo van Doesburg, dat zich bevindt in Museum De Lakenhal in de Nederlandse stad Leiden. 

## Voorstelling
Het stelt de achterzijde van een aantal huizen voor met schuine daken, platte daken, schoorstenen en vooraan een balustrade. Van Doesburg schilderde het waarschijnlijk vanaf zijn atelier aan het Kort Galgewater in Leiden, waar hij van april 1917 tot juni 1920 werkte. Hij maakte meerdere stadsgezichten vanuit zijn atelier. De vlakverdeling in enkele van deze werken gebruikte hij later in abstracte composities, zoals Glas-in-loodcompositie VIII en Glas-in-loodcompositie IX. Van het schilderij Huizen is geen verder uitgewerkte compositie bekend.

## Toeschrijving en datering
Het werk is niet gesigneerd of gedateerd. In Van Doesburgs portfolio staat het vermeld als ‘Maisons (1918)’.

## Herkomst
Na Van Doesburgs dood in 1931 kwam het werk in bezit van zijn vrouw Nelly van Doesburg, die het in 1975 aan haar nicht Wies van Moorsel naliet. Van Moorsel schonk het in 1981 aan de Dienst Verspreide Rijkscollecties (nu Rijksdienst voor het Cultureel Erfgoed), die het in 1984 in blijvend bruikleen gaf aan Museum De Lakenhal.

## Tentoonstellingen
- 7 × Sikkensprijs, Stedelijk Museum De Lakenhal, Leiden, 20 februari-19 april 1998, geen catalogus.